# Рабац
Рабац (итал. Portalbona) је туристичко место у Хрватској, у Истарској жупанији.
Рабац се налази на југоисточној обали Истре, 5 km југоисточно од Лабина, у истоименој ували која је настала потапањем доњег тока потока Рапца у Краврнерски заливКварнерском заливу. Приобална равница при ушћу Рапца, завршава се неколико стотина метара дугом шљуковитом плажом. Због сликовитог положаја, прострне плаже, бујне вегетације и лаких веза са залеђем Рабац се из малог рибарског насеља развио у значајно туристичко место с хотелима и одмаралиштима.

## Историја
Рабац је средином 19. века било мало рибарско село са свега неколико кућних бројева. Због лепе увале и питорескнога краја убрзо га посећују први излетници. Међу првим рабачким туристима је био и енглески путописац и књижевник Ричард Френсис Бартон, који у Рапцу борави давне 1876. године. Убрзо Рабац почиње добијати и прве летњиковце, а најпознатије је здање ријечке трговачке породице Прохаска, родом из Чешке. По тој се породици данас зове један од најлепших делова места. Летњиковац је уништен у Другомг светском рату. У том делу Рапца саграђено је 12 тениских терена. Први рабачки хотел Quarnero отворен је 11. јуна 1889. године.
Рапчани су били одлични рибари, добри поморци и власници неколико једрењака, које су с временом потиснули моторни бродови.
Први већи хотел подигнут је тек за време управе Италије, када Рабац у свом центру 1925. године добија хотел Тријесте — данашње Приморје. Како је то било недовољно за све веће занимање туриста, углавном из северне Италије, тих се година почиње интензивније развијати и изнајмљивање соба у приватним кућама. Десетак година касније гради се и хотел 'Дополаворо', у којем је данас ресторан Јадран.
Туризам се у Истри, па тако и у Рапцу, почиње брже развијати тек почетком шездесетих година 20. века, када то мало место због својих природних лепота добија ласкави назив Бисер Кварнера. Затим су у кратко време подигнути сви остали хотели, туристичка насеља, ауто-камп те већина породичних кућа. У Рапцу се одржава Рабачки фестивал електронске музике.

## Становништво
На попису становништва 2011. године, Рабац је имао 1.393 становника.
Према попису становништва из 2001. године у насељу Рабац живело је 1.472 становника који су живели у 423 породична домаћинства.
Кретање броја становника по пописима 1857—2001.
| година пописа  | 1857. | 1869. | 1880. | 1890. | 1900. | 1910. | 1921. | 1931. | 1948. | 1953. | 1961. | 1971. | 1981. | 1991. | 2001. |
| бр. становника | 0     | 0     | 126   | 195   | 275   | 345   | 0     | 0     | 346   | 290   | 478   | 737   | 1.046 | 1.373 | 1.472 |

Напомена:У 1857, 1869. и од 1900. до 1971. исказано под именом Рабац Лука, а у 1890. под именом Рабачка Лука. У 1857, 1869, 1921. и 1931. подаци су садржани у насељу Рипенда Вербанци, као и део података у 1880. У 1981. повећано припајањем насеља Горњи Рабац. За то бивше насеље садржи податке од 1890. до 1910. и од 1948. до 1971. кад је исказивано као насеље.

## Попис1991.
На попису становништва 1991. године, насељено место Рабац је имало 1.373 становника, следећег националног састава:
| Попис 1991.‍   | Попис 1991.‍  | Попис 1991.‍ | Попис 1991.‍ | Попис 1991.‍ |
| ------------- | ------------ | ----------- | ----------- | ----------- |
|               |              |             |             |             |
| Хрвати        | Хрвати       |             | 690         | 50,25%      |
| Југословени   | Југословени  |             | 28          | 2,03%       |
| Италијани     | Италијани    |             | 20          | 1,45%       |
| Албанци       | Албанци      |             | 16          | 1,16%       |
| Словенци      | Словенци     |             | 13          | 0,94%       |
| Срби          | Срби         |             | 12          | 0,87%       |
| Муслимани     | Муслимани    |             | 5           | 0,36%       |
| Црногорци     | Црногорци    |             | 4           | 0,29%       |
| Мађари        | Мађари       |             | 1           | 0,07%       |
| Македонци     | Македонци    |             | 1           | 0,07%       |
| Немци         | Немци        |             | 1           | 0,07%       |
| Словаци       | Словаци      |             | 1           | 0,07%       |
| остали        | остали       |             | 1           | 0,07%       |
| неопредељени  | неопредељени |             | 72          | 5,24%       |
| регион. опр.  | регион. опр. |             | 471         | 34,30%      |
| непознато     | непознато    |             | 37          | 2,69%       |
| укупно: 1.373 |              |             |             |             |